# Paradoxurus
Genre
Paradoxurus est un genre de mammifères carnivores de la famille des viverridés que l'on rencontre en Asie (Sud-Est asiatique, Inde, Sri Lanka, Ghats occidentaux).

## Liste des espèces
Selon GBIF (18 mai 2025) :
- Paradoxurus hermaphroditus (Pallas, 1777) - Civette palmiste hermaphrodite, Civette palmiste commune ou Luwak
- Paradoxurus jerdoni (Blanford, 1885) - Civette palmiste de Jerdon
- Paradoxurus macrodus Gray, 1864
- Paradoxurus padangus Lyon, 1908
- Paradoxurus typus Geoffroy Saint-Hilaire & Cuvier, 1821
- Paradoxurus zeylonensis (Pallas, 1777) - Civette palmiste de Ceylan

## Taxonomie
Le nom valide complet (avec auteur) de ce taxon est Paradoxurus F.Cuvier, 1821.
Paradoxurus a pour synonymes :
- Bondar Gray, 1865
- Macrodus Gray, 1865
- Paradoxura Berthold, 1827
- Platischista Trouessart, 1897
- Platyschista Otto, 1835